# Crystal Palace Football Club 2025-2026
Questa voce raccoglie le informazioni riguardanti il Crystal Palace Football Club 2025-2026 nelle competizioni ufficiali della stagione 2025-2026.

## Stagione
Questa è la 120ª stagione per il Crystal Palace e la 13ª consecutiva in Premier League. Oltre al campionato, il Crystal Palace prende parte alla FA Cup e alla EFL Cup, e in Europa alla Conference League . Alla guida del club viene riconfermato Oliver Glasner dalla stagione precedente.
La stagione inizia con il Supercoppa d'Inghilterra contro il Liverpool, laureatosi campione d'Inghilterra nella stagione precedente, e vede gli eagles trionfare al cielo di Wembley ai calci di rigore dopo il 2-2 dei tempi regolamentari, consegnando il secondo trofeo della propria storia pochi mesi dopo la conquista della FA Cup.

## Maglie e sponsor
| Casa | Trasferta |  |

## Rosa
Aggiornata al 12 agosto 2025 
 In corsivo i calciatori ceduti durante la stagione  
| N. |                        | Ruolo | Calciatore           |
| -- | ---------------------- | ----- | -------------------- |
| 1  | Inghilterra (bandiera) | P     | Sam Johnstone        |
| 2  | Colombia (bandiera)    | D     | Daniel Muñoz         |
| 3  | Inghilterra (bandiera) | D     | Tyrick Mitchell      |
| 5  | Francia (bandiera)     | D     | Maxence Lacroix      |
| 6  | Inghilterra (bandiera) | D     | Marc Guéhi           |
| 7  | Senegal (bandiera)     | A     | Ismaïla Sarr         |
| 8  | Colombia (bandiera)    | C     | Jefferson Lerma      |
| 9  | Inghilterra (bandiera) | A     | Eddie Nketiah        |
| 10 | Inghilterra (bandiera) | C     | Eberechi Eze         |
| 11 | Brasile (bandiera)     | C     | Matheus França       |
| 14 | Francia (bandiera)     | A     | Jean-Philippe Mateta |
| 17 | Inghilterra (bandiera) | D     | Nathaniel Clyne      |

| N. |                             | Ruolo | Calciatore        |
| -- | --------------------------- | ----- | ----------------- |
| 18 | Giappone (bandiera)         | C     | Daichi Kamada     |
| 19 | Inghilterra (bandiera)      | C     | Will Hughes       |
| 20 | Inghilterra (bandiera)      | C     | Adam Wharton      |
| 21 | Inghilterra (bandiera)      | C     | Romain Esse       |
| 22 | Francia (bandiera)          | A     | Odsonne Edouard   |
| 24 | Croazia (bandiera)          | D     | Borna Sosa        |
| 26 | Stati Uniti (bandiera)      | D     | Chris Richards    |
| 28 | Mali (bandiera)             | C     | Cheick Doucouré   |
| 29 | Francia (bandiera)          | D     | Naouirou Ahamada  |
| 31 | Inghilterra (bandiera)      | P     | Remi Matthews     |
| 34 | Marocco (bandiera)          | D     | Chadi Riad        |
| 44 | Argentina (bandiera)        | P     | Walter Benítez    |
| 49 | Inghilterra (bandiera)      | A     | Jesurun Rak-Sakyi |
| 55 | Irlanda del Nord (bandiera) | D     | Justin Devenny    |
| 58 | Inghilterra (bandiera)      | D     | Caleb Kporha      |
| 59 | Sierra Leone (bandiera)     | C     | Hindolo Mustapha  |

## Calciomercato

### Sessione estiva
| Acquisti         | Acquisti          | Acquisti       | Acquisti                   |
| R.               | Nome              | da             | Modalità                   |
| ---------------- | ----------------- | -------------- | -------------------------- |
| D                | Borna Sosa        | Ajax           | definitivo (2,3 milioni €) |
| P                | Walter Benítez    | PSV            | gratuito                   |
| Altre operazioni |                   |                |                            |
| R.               | Nome              | da             | Modalità                   |
| A                | Odsonne Édouard   | Leicester City | fine prestito              |
| C                | Naouirou Ahamada  | Rennes         | fine prestito              |
| A                | Jesurun Rak-Sakyi | Sheffield Utd  | fine prestito              |
| D                | Rob Holding       | Sheffield Utd  | fine prestito              |
| C                | Jeffrey Schlupp   | Celtic         | fine prestito              |
| A                | Luke Plange       | Motherwell     | fine prestito              |

| Cessioni         | Cessioni        | Cessioni          | Cessioni      |
| R.               | Nome            | a                 | Modalità      |
| ---------------- | --------------- | ----------------- | ------------- |
| D                | Rob Holding     |                   | svincolato    |
| C                | Jeffrey Schlupp | Norwich City      | gratuito      |
| A                | Luke Plange     | Grasshoppers      | gratuito      |
| A                | Malcolm Ebiowei | Blackpool         | n.d.          |
| P                | Joe Whitworth   | Exeter City       | prestito      |
| C                | David Ozoh      | Derby County      | prestito      |
| D                | Joel Ward       |                   | svincolato    |
| Altre operazioni |                 |                   |               |
| R.               | Nome            | a                 | Modalità      |
| D                | Ben Chilwell    | Chelsea           | fine prestito |
| P                | Matt Turner     | Nottingham Forest | fine prestito |

### Sessione invernale
| Acquisti         | Acquisti        | Acquisti   | Acquisti                    |
| R.               | Nome            | da         | Modalità                    |
| ---------------- | --------------- | ---------- | --------------------------- |
| A                | Romain Esse     | Millwall   | definitivo (14,2 milioni €) |
| D                | Ben Chilwell    | Chelsea    | prestito                    |
| Altre operazioni |                 |            |                             |
| R.               | Nome            | da         | Modalità                    |
| A                | Malcolm Ebiowei | Oxford Utd | fine prestito               |
| A                | Luke Plange     | HJK        | fine prestito               |

| Cessioni         | Cessioni        | Cessioni      | Cessioni      |
| R.               | Nome            | a             | Modalità      |
| ---------------- | --------------- | ------------- | ------------- |
| C                | Jeffrey Schlupp | Celtic        | prestito      |
| D                | Rob Holding     | Sheffield Utd | prestito      |
| D                | Trevoh Chalobah | Chelsea       | fine prestito |
| Altre operazioni |                 |               |               |
| R.               | Nome            | a             | Modalità      |
| A                | Luke Plange     | Motherwell    | fine prestito |

## Risultati

### Premier League
| Londra 17 agosto 2025, ore 14:00 WEST 1ª giornata | Chelsea | 0 – 0 referto | Crystal Palace | Stamford Bridge\| Arbitro: \| England \| |
| Arbitro:                                          | England |               |                |                                          |

| Londra 24 agosto 2025, ore 14:00 WEST 2ª giornata | Crystal Palace | – referto | Nottingham Forest | Selhurst Park |

| Birmingham 31 agosto 2025, ore 19:00 WEST 3ª giornata | Aston Villa | – referto | Crystal Palace | Villa Park |

| Londra 4ª giornata | Crystal Palace | – referto | Sunderland | Selhurst Park |

| Londra 5ª giornata | West Ham Utd | – referto | Crystal Palace | London Stadium |

| Londra 6ª giornata | Crystal Palace | – referto | Liverpool | Selhurst Park |

| Liverpool 7ª giornata | Everton | – referto | Crystal Palace | Everton Stadium |

| Londra 8ª giornata | Crystal Palace | – referto | Bournemouth | Selhurst Park |

| Londra 9ª giornata | Arsenal | – referto | Crystal Palace | Emirates Stadium |

| Londra 10ª giornata | Crystal Palace | – referto | Brentford | Selhurst Park |

| Londra 11ª giornata | Crystal Palace | – referto | Brighton | Selhurst Park |

| Wolverhampton 12ª giornata | Wolverhampton | – referto | Crystal Palace | Molineux Stadium |

| Londra 13ª giornata | Crystal Palace | – referto | Manchester Utd | Selhurst Park |

| Burnley 14ª giornata | Burnley | – referto | Crystal Palace | Turf Moor |

### Community Shield
| Arbitro: | Kavanagh (Manchester) |

|                              |                      |                                             |
| Mateta 17’ (rig.) Sarr 77’   | Marcatori            | 4’ Ekitike 21’ Frimpong                     |
| Mateta Eze Sarr Sosa Devenny | Tiri di rigore 3 – 2 | Salah Mac Allister Gakpo Elliott Szoboszlai |

## Statistiche

### Statistiche di squadra
| Competizione      | Punti | In casa | In casa | In casa | In casa | In casa | In casa | In trasferta | In trasferta | In trasferta | In trasferta | In trasferta | In trasferta | In campo neutro | In campo neutro | In campo neutro | In campo neutro | In campo neutro | In campo neutro | Totale | Totale | Totale | Totale | Totale | Totale | DR |
| Competizione      | Punti | G       | V       | N       | P       | Gf      | Gs      | G            | V            | N            | P            | Gf           | Gs           | G               | V               | N               | P               | Gf              | Gs              | G      | V      | N      | P      | Gf     | Gs     | DR |
| ----------------- | ----- | ------- | ------- | ------- | ------- | ------- | ------- | ------------ | ------------ | ------------ | ------------ | ------------ | ------------ | --------------- | --------------- | --------------- | --------------- | --------------- | --------------- | ------ | ------ | ------ | ------ | ------ | ------ | -- |
| Premier League    | -     |         |         |         |         |         |         | 1            | 0            | 1            | 0            | 0            | 0            | -               | -               | -               | -               | -               | -               | 1      | 0      | 1      | 0      | 0      | 0      | 0  |
| FA Cup            | -     |         |         |         |         |         |         |              |              |              |              |              |              | -               | -               | -               | -               | -               | -               |        |        |        |        |        |        |    |
| League Cup        | -     |         |         |         |         |         |         |              |              |              |              |              |              | -               | -               | -               | -               | -               | -               |        |        |        |        |        |        |    |
| Community Shield  | -     | -       | -       | -       | -       | -       | -       | -            | -            | -            | -            | -            | -            | 1               | 0               | 1               | 0               | 2               | 2               | 1      | 0      | 1      | 0      | 2      | 2      | 0  |
| Conference League | -     |         |         |         |         |         |         |              |              |              |              |              |              | -               | -               | -               | -               | -               | -               |        |        |        |        |        |        |    |
| Totale            | -     |         |         |         |         |         |         | 1            | 0            | 1            | 0            | 0            | 0            | 1               | 0               | 1               | 0               | 2               | 2               | 2      | 0      | 2      | 0      | 2      | 2      | 0  |

### Andamento in campionato
| Giornata  | 1 | 2 | 3 | 4 | 5 | 6 | 7 | 8 | 9 | 10 | 11 | 12 | 13 | 14 | 15 | 16 | 17 | 18 | 19 | 20 | 21 | 22 | 23 | 24 | 25 | 26 | 27 | 28 | 29 | 30 | 31 | 32 | 33 | 34 | 35 | 36 | 37 | 38 |
| --------- | - | - | - | - | - | - | - | - | - | -- | -- | -- | -- | -- | -- | -- | -- | -- | -- | -- | -- | -- | -- | -- | -- | -- | -- | -- | -- | -- | -- | -- | -- | -- | -- | -- | -- | -- |
| Luogo     | T |   |   |   |   |   |   |   |   |    |    |    |    |    |    |    |    |    |    |    |    |    |    |    |    |    |    |    |    |    |    |    |    |    |    |    |    |    |
| Risultato | N |   |   |   |   |   |   |   |   |    |    |    |    |    |    |    |    |    |    |    |    |    |    |    |    |    |    |    |    |    |    |    |    |    |    |    |    |    |
| Posizione |   |   |   |   |   |   |   |   |   |    |    |    |    |    |    |    |    |    |    |    |    |    |    |    |    |    |    |    |    |    |    |    |    |    |    |    |    |    |

Legenda:

Luogo: C = Casa; T = Trasferta. Risultato: R = Rinviata; V = Vittoria; N = Pareggio; P = Sconfitta.

### Andamento in Conference League
| Giornata  | 1 | 2 | 3 | 4 | 5 | 6 |
| --------- | - | - | - | - | - | - |
| Luogo     |   |   |   |   |   |   |
| Risultato |   |   |   |   |   |   |
| Posizione |   |   |   |   |   |   |

Legenda:

Luogo: C = Casa; T = Trasferta. Risultato: R = Rinviata; V = Vittoria; N = Pareggio; P = Sconfitta.